# 왕후의 꽃
《왕후의 꽃》(凤凰牡丹)은 2013년 방송되었던 중국의 드라마이다.

## 소개
- 춘추전국 시대의 위나라를 배경으로 형제의 사랑과 배신, 복수를 그린 드라마

## 등장 인물
- 이태란 - 한영주 역
- 담요문 (Patrick Tam) - 백건 역
- 장의 (Steven Jiang) - 증호 역
- 이일 (Eleven) - 호자언 역
- 목정정 (Monica Mu) - 온예 역
- 마설 (Michelle Yim) - 조희 역
- 임상평 (Yvonne Lim) - 소아군주 역
- 두준택 (杜俊泽) - 릉풍 역
- 탁범 (卓凡) - 전현 역
- 예제민 (Jimmy Ni) - 수익 역